# Bernhard Gmehling
Bernhard Gmehling (* 10. Dezember 1959 in Beilngries) ist ein deutscher Richter und Kommunalpolitiker (CSU).

## Leben
Gmehling kam im Alter von zehn Jahren in das Studienseminar in Neuburg an der Donau und besuchte von 1970 bis 1979 das Descartes-Gymnasium. Nach dem Abitur und dem Zivildienst bei der Arbeiterwohlfahrt Neuburg arbeitete er zehn Monate bei der Buchdruckerei Loibl in Neuburg als Korrektor. 1981 nahm er an der Universität Regensburg ein Studium der Rechtswissenschaften auf, das er 1986 mit dem Ersten Staatsexamen und 1989 mit dem Zweiten Staatsexamen abschloss. Kurz zuvor promovierte er 1988 zum Thema „Die Beweislastverteilung bei Schäden aus Industrieemissionen“ zum Dr. jur.
Er war Richter am Amtsgericht Neuburg. 2002 wurde er zum Oberbürgermeister der Stadt Neuburg a.d. Donau gewählt und 2008 mit 70,5 % und 2014 mit 59,0 % der abgegebenen Stimmen im Amt bestätigt. Bei der Wahl am 15. März 2020 erreichte er unter sechs Bewerbern 45,6 % und wurde in der Stichwahl vom 29. März 2020 mit 58,8 %  für eine vierte Amtszeit gewählt.
Gmehling gehört dem Kreistag des Landkreises Neuburg-Schrobenhausen an und wurde für die Amtszeit 2020–2026 wieder gewählt.

## Ehrenamt (Auszug)
- Vorsitzender des Tourismusverbandes Deutsche Donau
- Vorsitzender des Ausschusses für Finanzen und Kommunalrecht im Deutschen Städte- und Gemeindebund
- Vorsitzender der Stiftergemeinschaft Neuburg